# Mr. Bones
Mr. Bones es una película sudafricana de comedia estrenada en 2001. Grabada y ambienteada en Sudáfrica, fue protagonizada por Leon Schuster, Faizon Love y David Ramsey y dirigida por Gray Hofmeyr. Según el libro Cinema in a Democratic South Africa, la película «contrapone la "tradición" africana a las fuerzas de la ambición y la codicia en la Sudáfrica contemporánea, y juega con la inversión de los estereotipos raciales para crear una obra humorística».
El filme recaudó 33 millones de rands, convirtiéndose en la película sudafricana más taquillera de todos los tiempos, hasta que fue superada por su secuela, Mr Bones 2: Back from the Past (la cual recaudó 35 millones de rands), superada a su vez por Titanic en la historia de la taquilla sudafricana.

## Sinopsis
Mr. Bones, un curandero y adivinador de origen africano que utiliza huesos para ver el futuro es enviado a los Estados Unidos de América con el único objetivo de encontrar al hijo del poderoso rey de la tribu. En cambio, lleva de regreso a un golfista estadounidense al que hace pasar por el hijo perdido y a un grupo de gánsteres que intentan de la forma menos ortodoxa hacerlo participar en un torneo.

## Reparto
- Leon Schuster es Mr. Bones
- David Ramsey es Vince Lee
- Aldrovandra Cotton es Viking
- Faizon Love es Pudbedder
- Robert Whitehead es Zach Devlin
- Jane Benney es Laleti

Fuente: